# Lamellibrachia luymesi
Lamellibrachia luymesi là một loài giun ống. Loài giun này Nó sống ở lỗ rỉ lạnh (cold seep) dưới biển sâu nơi hydrocarbon (dầu mỏ và khí mê tan) đang bị rò rỉ ra khỏi đáy biển. Điều này hoàn toàn phụ thuộc vào nội bộ, sulfide-oxy hóa cộng sinh của vi khuẩn đối với dinh dưỡng của nó. Lamellibrachia luymesi cung cấp hydro sulfide và oxy cho vi khuẩn bằng cách đưa chúng lên từ môi trường và liên kết chúng vào một phân tử hemoglobin chuyên biệt. Không giống như những con giun ống sinh sống trong các lỗ phun thủy nhiệt, Lamellibrachia sử dụng một phần mở rộng sau của cơ thể của nó được gọi là gốc rễ để lấy hydro sulfide từ các trầm tích rò rỉ. Lamellibrachia cũng có thể giúp cung cấp nhiên tạo ra sulfide bằng cách bài tiết thông qua gốc rễ của chúng vào các lớp trầm tích dưới các nhóm quy tụ. Lỗ phun nổi tiếng nhất mà loài giun này sinh sống ở độ sâu 500–800 m dưới vịnh Mexico. Loài giun này có thể dài đến 3 m. Chúng lớn chậm và có thể sống thọ đến 250 năm. Chúng tạo môi trường sống hữu cơ bằng cách tạo ra nhóm quy tụ lớn của hàng trăm đến hàng ngàn cá thể. Sống trong những quy tụ này có hơn một trăm loài động vật khác nhau, nhiều loài trong số này chỉ được tìm thấy trong các lỗ phun này.